# Dolcè
Dolcè és un comune (municipi) de la província de Verona, a la regió italiana del Vèneto, situat a uns 120 quilòmetres a l'oest de Venècia i a uns 20 quilòmetres al nord-oest de Verona, a la vall del riu Adige.
A 1 de gener de 2020 la seva població era de 2.603 habitants.
Dolcè limita amb els següents municipis: Avio, Fumane, Rivoli Veronese, Sant'Ambrogio di Valpolicella, Sant'Anna d'Alfaedo i Brentino Belluno.